# フローリアン・プルネア
フロリン・プルネア（Florin Prunea,1968年8月8日）は、ルーマニア・ブカレスト出身の元サッカー選手。ルーマニア代表である。ポジションはGK。

## 経歴
1988年、CFMウニヴェルシタテア・クルージュに移籍して飛躍的な成長を遂げた。1991年、ウニヴェルシタテア・クライオヴァでリーグタイトルとカップタイトルを獲得した。1992年から6シーズン在籍したディナモ・ブカレストでは正GKであった。
ルーマニア代表として2度のFIFAワールドカップ、2度のUEFA欧州選手権に出場した。1990年から2001年までの間に40試合に出場した。

## 所属クラブ
- 1985-1988  ビクトリア・ブカレスト
- 1988-1990  CFMウニヴェルシタテア・クルージュ
- 1990-1992  ウニヴェルシタテア・クライオヴァ
- 1992-1998  ディナモ・ブカレスト
- 1998-0000  CFMウニヴェルシタテア・クルジュ＝ナポカ
- 1998-1999  エルズルムスポル
- 1999-2000  FCアストラ・プロイェシュティ
- 2000-0000  ウニヴェルシタテア・クライオヴァ
- 2000-0000  リテックス・ロヴェチ
- 2001-0000  ディナモ・ブカレスト
- 2002-2003  FCMバカウ
- 2003-0000  FCブラショフ
- 2004-0000  FCMバカウ
- 2004-2005  シュコダ・クサンティFC
- 2005-2006  FCプログレスル・ブカレスト

## 代表歴

### 出場大会
- ルーマニア代表
  - 1994 FIFAワールドカップ
  - 1998 FIFAワールドカップ

### 試合数
- 国際Aマッチ 41試合 0得点（1990年-2001年）[1]

| ルーマニア代表 | 国際Aマッチ | 国際Aマッチ |
| 年             | 出場        | 得点        |
| -------------- | ----------- | ----------- |
| 1990           | 2           | 0           |
| 1991           | 6           | 0           |
| 1992           | 0           | 0           |
| 1993           | 8           | 0           |
| 1994           | 10          | 0           |
| 1995           | 2           | 0           |
| 1996           | 6           | 0           |
| 1997           | 1           | 0           |
| 1998           | 1           | 0           |
| 1999           | 0           | 0           |
| 2000           | 3           | 0           |
| 2001           | 2           | 0           |
| 通算           | 41          | 0           |